# آذرآباد
شهر آذرآباد که در بین مردم محلی به آدربا شهرت دارد، شهری باستانی است که تاریخ آن را متعلق به دوران ساسانیان می‌دانند.
این شهر امروزه در منطقه ورزنه گلپایگان (گلشهر) و در فاصله ۲۵ کیلومتری گلپایگان قرار دارد.آدربان نام یکی از طبقات اجتماعی دوران ساسانیان بوده است و گمان آن می‌رود که ریشه اسم آدِربا نیز همین باشد
گویا مردمان آن قبل از اسلام، پیرو دین زرتشت بوده‌اند و آذرآباد یادآور نیاکان زرتشتی ما است که به آتش (آذر) به چشم احترام می‌نگریستند. پس از مدتی نام آذرآباد به «آدربا» مبدل شد که امروزه اغلب ساکنین-ورزنه- این نام را به یاد دارند. همچنین در میان قبرستان این منطقه قبرهایی با علائم صلیب وجود داشته که نشانگر وجود مسیحیان در این منطقه می‌باشد که خود جای تأمل دارد، چرا که در منطقه گلپایگان هیچگونه پیروان دین مسیحی یافت نشده‌است، لذا این فرضیه که آدربا شهری متمدن با قدمتی به طول تاریخ است قوت می‌گیرد. بقایای شهر به صورت تپه‌های کوچک خاکی است که از فرسایش خانه‌ها و اماکن شهر به وجود آمده‌است. به دلیل استفاده از خشت خام در مصالح شهر، خانه‌ها به سرعت رو به ویرانی گذاشته‌اند. با این وجود در این شهر باستانی، مکان‌های متعددی را می‌توان مشاهده کرد از جمله، بخشی از برج و باروی حفاظتی شهر، قسمتی از خانه اعیان‌نشین خان‌ها، حمام، سفالخانه، گورستان و زه کش آب، که البته از این مکان‌ها بقایای ناچیزی وجود دارد و به دلیل حفاری‌های متعدد این بنای ماندگار به سرعت در حال تخریب است. آنچه مسلم است از وسعت گورستان شهر آذرآباد می‌توان شهری وسیع و آباد را تخمین زد. برخی آذرآباد را نام قدیم ورزنه امروزی که بخشی از شهرستان گلپایگان است می‌دانند که این گفته به عنوان یک فرضیه به قوت خود باقی است.
باستانشناسان در خصوص علت ویرانی این شهر معتقدند که در گذشته به علت خشکی قنات‌ها ساکنین شهر به محلی که تقریباً در ده کیلومتری جنوب شهر (آذرآباد) واقع است نقل مکان می‌کنند (ورزنه فعلی). البته نقل قول صحیح تر که از ریش سفیدان ورزنه فعلی نقل می‌شود بروز قحطی و سیلاب در آذر آباد می‌باشد که باعث تخریب آنجا شده‌است و دلیل واضح این امر جاری بودن قنات آذرآباد تا ۵۰ سال پیش و کشت شدن آن توسط اهالی ورزنه (فرزندان آسعید آدربایی و فرزند او آمیرزا) می‌باشد. یکی دیگر از وجه تسمیه‌های آذرآباد که به (آدربا) معروف شده‌است وزش همیشگی باد در این منطقه می‌باشد (در لفظ محلی آدربا یا همان آدر باد) که آثار آسیاب بادی در کوه مشرف به آدربا (کوه حاج قارا) موجود می‌باشد. امروزه این منطقه بخشی از پناهگاه حیات وحش موسوم به حیات وحش موته می‌باشد که گونه‌های نادر جانوری از جمله آهو در آن یافت می‌شود.
قدمت ورزنه گلپایگان به دوران ساسانیان بر می‌گردد. شاهدی بر این امر وجود شهر آذرآباد (نام قدیم ورزنه) می‌باشد و متأسفانه امروز آثار کمی از این شهر باستانی که گویا مردمان آن قبل از اسلام پیرو دین زرتشت بوده‌اند بر جای مانده‌است. امروزه منطقه ورزنه (آذرآباد) قسمتی از شهر گلشهر می‌باشد. در این منطقه معادن سنگ‌های ساختمانی در حال بهره‌برداری نیز وجود دارد. ورزنه همواره در طول تاریخ دروازه ورودی به دشت گلپایگان بوده است.

آذرآباد یادآور نیاکان زرتشتی ما است که به آتش (آذر) به چشم احترام می‌نگریستند. آذرآباد در فاصله ۲۵ کیلومتری گلپایگان قرار دارد. برخی آذرآباد را نام قدیم ورزنه امروزی که بخشی از شهرستان گلپایگان است می‌دانند.
قابل ذکر است که پس از مدتی نام(آذرآباد)به ((آدربا)) مبدل شد که امروزه اغلب ساکنین-ورزنه- این نام را به یاد دارند.همچنین در میان قبرستان این منطقه قبرهای با علائم صلیب وجود داشته که نشانگر وجود مسیحیان در این منطقه میباشد که خود جای تامل دارد چرا که در منطقه گلپایگان هیچگونه پیروان دین  مسیحی یافت نشده است.
در گذشته به علت خشکی قناتها ساکنین شهر به محلی که تقریبا در ده کیلومتری جنوب شهر(آذرآباد)واقع است نقل مکان می کنند(ورزنه فعلی).البته نقل قول صحیح تر که از ریش سفیدان ورزنه فعلی نقل میشود بروز قحطی و سیلاب در آذر آباد میباشد که باعث تخریب آنجا شده است و دلیل واضح این امر جاری بودن قنات آذرآباد تا 50 سال پیش و کشت شدن آن توسط اهالی ورزنه ( خاندان جمالی ) میباشد .
یکی دیگر از وجه تسمیه های آذرآباد که به (آدربا) معروف شده است وزش همیشگی باد در این منطقه میباشد( در لفظ محلی آدربا یا همان آدر باد ) که آثار آسیاب بادی در کوه مشرف به آدربا( کوه حاج قارا) موجود میباشد.
امروزه این منطقه بخشی از پناهگاه حیات وحش موسوم به حیات وحش موته میباشد که گونه های نادر جانوری از جمله آهو در آن یافت میشود . همچنین این محل به مکانی برای جویندگان گنج مبدل شده که باعث تخریب آثار باستانی گردیده است.